# Joost van den Broek
Joost van den Broek (13 de julio de 1982, también llamado Juicy o Juiced) es un músico neerlandés más conocido por su desempeño como tecladista de la banda holandesa de metal sinfónico After Forever. Eventualmente colabora en otros proyectos musicales como ReVamp, Ayreon, Star One, y con el multiinstrumentista Arjen Lucassen. Estudió por más de 5 años el teclado en el Conservatório de Enschede hasta que en el 2006 se convirtió en un cum laude, y después comenzó sus primeras presentaciones en compañía del músico Robby Valentine y la banda Stream of Passion. También se desempeña como productor musical, cuyo trabajo se destaca en el álbum The Quantum Enigma y The Solace System (EP) de Epica.